# سانوكران ثينجوم
سانوكران ثينجوم (بالتايلندية: ศนุกรานต์ ถิ่นจอม)‏ (12 سبتمبر 1993 في تايلاند - ) هو لاعب كرة قدم تايلندي في مركز الوسط.

## روابط خارجية
- سانوكران ثينجوم على موقع قاعدة بيانات كرة القدم.إي يو (الإنجليزية)
- سانوكران ثينجوم على موقع ناشيونال فوتبول تيمز (الإنجليزية)
- سانوكران ثينجوم على موقع Soccerway.com (الإنجليزية)
- سانوكران ثينجوم على موقع عالم كرة القدم.نت (الإنجليزية)